# X 2800
,,,
La série X 2800 est un modèle d'autorail français dont le premier des 119 exemplaires est livré le 28 mai 1957 au dépôt de Carmaux dans le Tarn.
Il s'agit du plus puissant des autorails monocaisse et monomoteur français à l'époque (825 ch), spécialement conçu pour la traction de plusieurs remorques sur des lignes de montagne et à profil difficile. Sa robustesse et sa longévité sont exemplaires, puisqu'il reste en service de 1957 à 2009, assurant notamment des dessertes sur les lignes du Massif central. L'ensemble de la série bénéficie entre 1976 et 1980 d'un important programme de rénovation touchant l'aspect extérieur, les aménagements intérieurs et plusieurs améliorations techniques. 

## Genèse de la série
Jusqu'au milieu des années 1950, la puissance des moteurs diesel équipant les autorails français ne dépasse pas 300, voire 350 ch. Pour disposer d'un engin plus puissant apte à assurer des services sur des lignes à profil difficile, il faut monter deux moteurs sur la même caisse (X 2400) ou recourir à un autorail bi-caisse, chacune disposant de son moteur (Renault ABV).

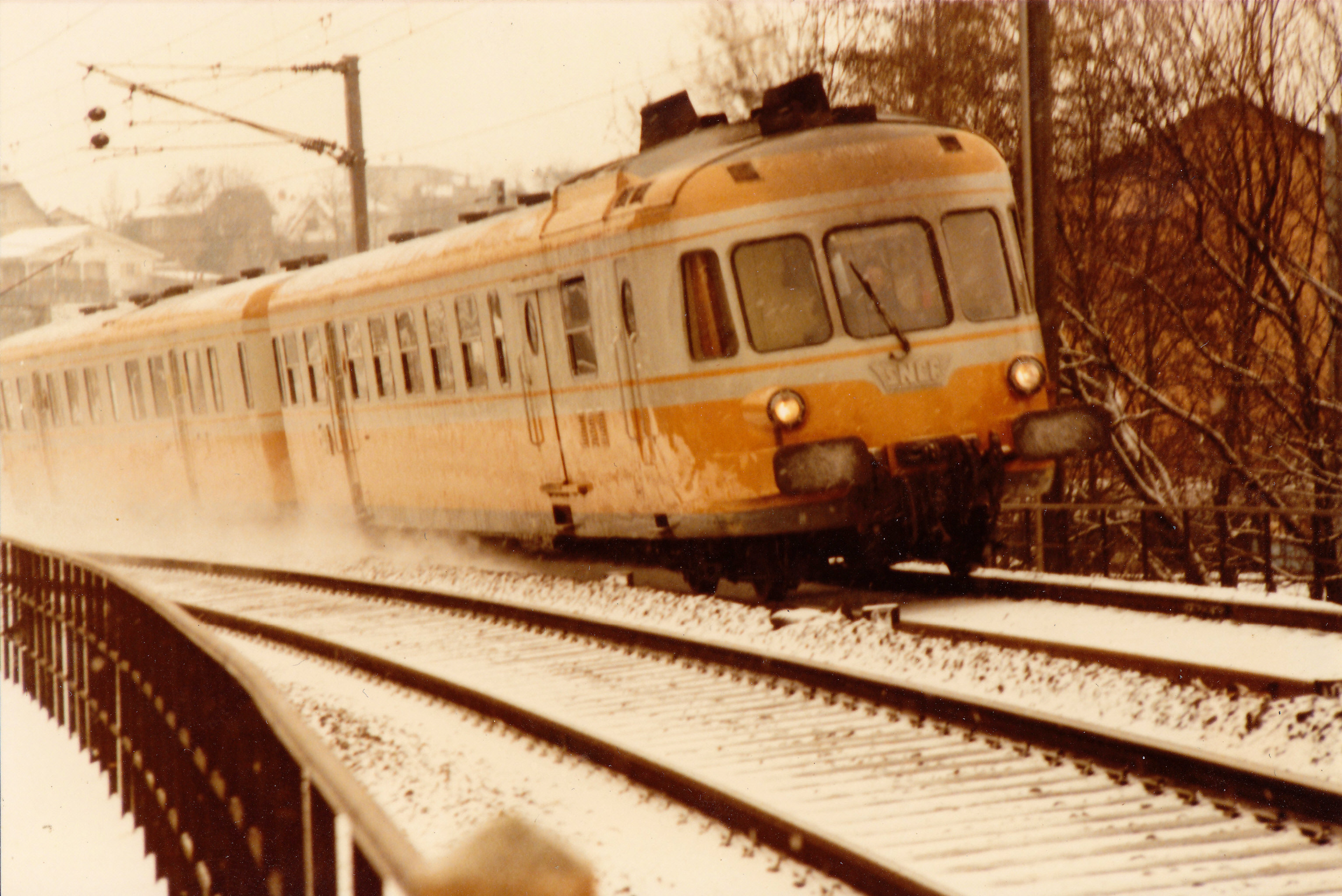
Une RGP1.

Les progrès technologiques enregistrés alors se concrétisent avec le mise au point du moteur MGO de 825 ch installé sur 701 engins  moteurs de la SNCF, locomotives ou autorails, mais aussi sur 163 locomotives exportées aux Pays-Bas, en Espagne et en Argentine. Il connaît également des applications dans le domaine de la propulsion maritime et le secteur industriel (génie électrique, exploitation pétrolière pour laquelle il est initialement étudié). Les premiers autorails à en bénéficier sont les X 2720 et X 2770 ou RGP1 (rame à grand parcours monomoteur) construits en 1955-1956. Ce moteur, associé à la boîte hydromécanique Mekydro conçue par le constructeur allemand Maybach donne entière satisfaction et la SNCF conçoit le projet d'un autorail de forte puissance utilisant cette chaîne cinématique, destiné en priorité aux lignes de montagne et basé sur le principe général d'un X 2400 monomoteur, la place gagnée par la suppression d'un deuxième moteur étant réaffectée à un local à bagages.

## Description

### Autorail d'origine

#### Caractéristiques techniques

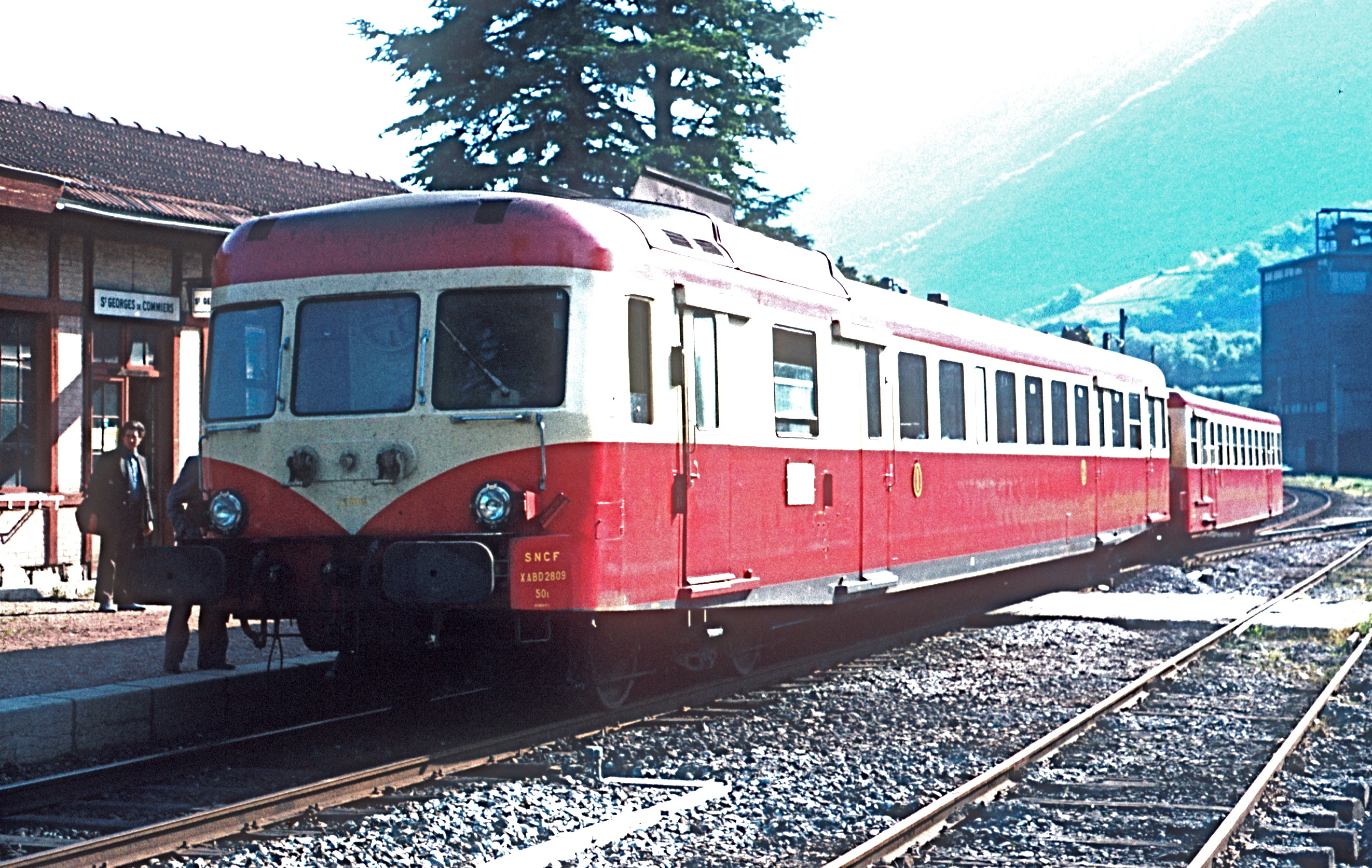
X 2809 en livrée à toit rouge et sa remorque XR 6000.

Le X 2800, appelé également U-825 (unifié 825 ch), est l'aboutissement de la conception Renault de l'autorail initiée avec le VH et poursuivie avec l'ABJ et l'ADP.
Le châssis et l'ossature des parois et du pavillon constituent une poutre tubulaire, charpente de l'autorail. Parois et pavillons sont recouverts de tôles d'acier soudées ; au-dessus du moteur, des panneaux démontables permettent toutefois l'entretien ou l'extraction du groupe propulseur et des radiateurs de refroidissement.
L'autorail adopte le moteur MGO (Marep, Grosshans, Ollier) diesel unique de grande puissance disposé dans la caisse à l'une de ses extrémités au-dessus du bogie moteur. Le bloc moteur est en acier assemblé par mécano soudure au lieu d'être en fonte moulée comme sur les BB 63500 ce qui lui donne cette sonorité bien particulière totalement différente des locomotives. Comportant douze cylindres en V, sa cylindrée totale est de 54 L. Une turbosoufflante Brown Boveri assure la suralimentation du moteur. La puissance développée par un X 2800 lui permet de tracter jusqu'à quatre, voire cinq remorques unifiées ; il lui arrive également de remorquer une ou deux voitures voyageurs classiques (voiture OCEM par exemple) ou des wagons de marchandises ; il peut aussi prendre en charge des ZR 17000 et 27000, plus spécialement dédiées aux Z 7100. Ses capacités d'adhérence sont toutefois inférieures à celles d'un X 2400 puisqu'il ne comporte qu'un seul bogie moteur. Les X 2800 peuvent être couplés en unité multiples ou jumelés entre eux et avec les X 2100 et X 2200 ; ils sont également jumelables avec d'autres séries d'autorails (X 2400, X 4200 « panoramiques »).
La transmission se fait par boîte de vitesses Mekydro (hydromécanique dans le cas du X 2800) à quatre rapports et inverseur ; le passage des rapports se fait de manière automatique avec possibilité de passage manuel en cas de défaillance. La liaison moteur-boîte se fait par l'intermédiaire d'un convertisseur de couple. Il faut cependant deux ans d'utilisation intensive des X 2800 pour que moteur et transmission acquièrent une fiabilité parfaite.
Un poste de conduite est implanté sur le côté gauche à chaque extrémité, à proximité de la transmission à l'avant de l'autorail et dans le local à bagages à l'arrière. L'équipement des deux postes est semblable, aux différences près que le poste avant comporte un enregistreur Flaman et les commandes de chauffage alors que le poste arrière dispose d'un simple indicateur de vitesse.
Deux constructeurs participent à la construction de cette série : les établissements Decauville (X 2801 à 2816) et la Régie Nationale des Usines Renault (RNUR) par sa branche ferroviaire (X 2817 à 2919).

#### Aménagements intérieurs et livrées

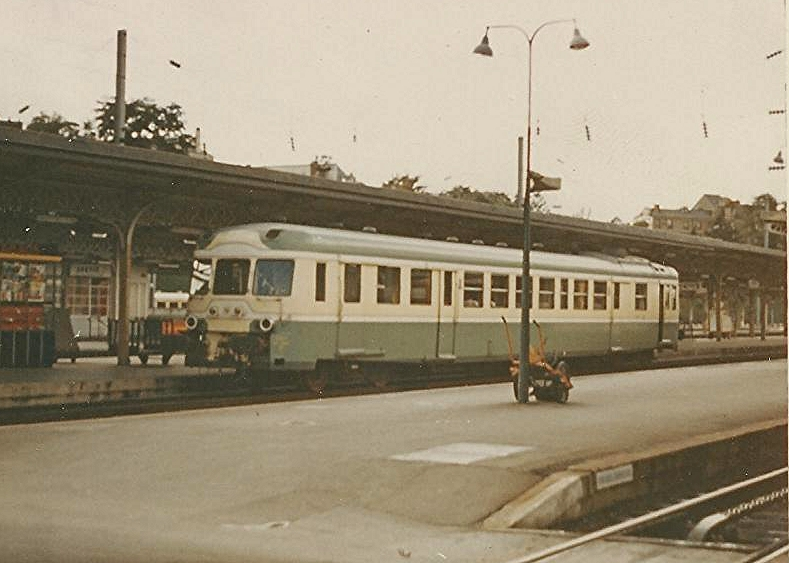
X 2800 en livrée Aunis avec jupes de bas de caisse.

Les voyageurs sont répartis dans deux salles de dimensions différentes. L'autorail comporte en outre un compartiment à bagages à son extrémité arrière (opposée au moteur). Trois possibilités d'aménagement sont proposées : première classe intégrale avec 48 places à raison de quatre fauteuils individuels à dossier inclinable et réversibles par rangée ; seconde classe intégrale avec 82 places à raison de cinq places par rangée sur des banquettes ; aménagement mixte première/seconde classe (12 et 62 places). Dans la pratique, aucun X 2800 n'est aménagé en seconde classe intégrale.
De construction, les X 2800 sont revêtus de la livrée habituelle des autorails à cette époque : flancs de caisse rouge, entourage des baies et toiture crème ; le bas de la caisse, au niveau de la jupe, est gris.
Quelques unités de la série sont intégralement équipées en 1re classe pour les trains « Aunis » et reçoivent une livrée verte et beige et des jupes de bas de caisse plus enveloppantes : X 2808, X 2814, X 2816, X 2897, X 2898, X 2899 et X 2900. Plusieurs remorques d'autorail XR 7100 ont reçoivent également cette livrée, qui est celle des rames à grand parcours. D'autres ne portent pas la livrée « Aunis » mais étaient également équipés de 1re classe : X 2860, X 2901, X 2902, X 2913 et X 2915.
Entre 1967 et 1976, à la faveur de leurs révisions, tous les X 2800 reçoivent le livrée rouge et crème à toit rouge.

### Modernisation à mi-vie

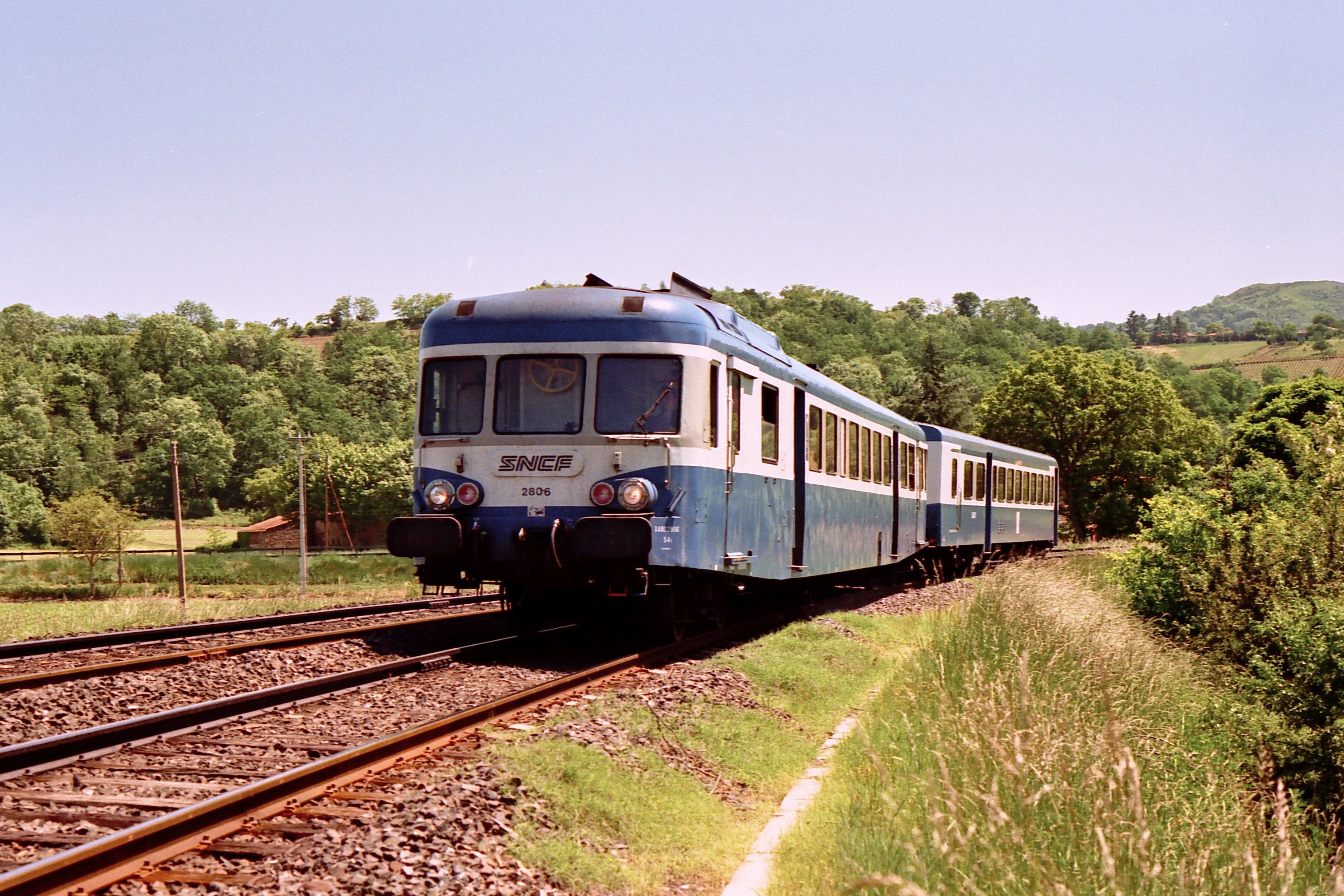
X 2806 avec remorque XR 6000.

Le plan de désenclavement de la région Auvergne présenté en janvier 1976, sous le septennat de Valéry Giscard d'Estaing, prévoit la dotation de la région en remorques d'autorail neuves XR 6000, ainsi que la rénovation des X 2800 de la région, dénommés ensuite officiellement « Massif Central »,. À cette occasion, ils perdent leur livrée classique rouge et crème pour prendre la même livrée que les nouvelles XR 6000 et les X 4900 mis en service en 1975, « bleu, gris et blanc » — à titre expérimental, le X 2851 qui fait office de prototype reçoit temporairement une livrée où le bleu encadre les baies alors que la caisse est blanche. On leur attribue alors inévitablement le surnom de « Bleu d'Auvergne », compte tenu de leurs nouvelles couleurs et de leur affectation. Devant le succès de la rénovation, elle est étendue ensuite à l'ensemble de la série. La plus grande masse des XR 6000 fait que les X 2800 ne peuvent en remorquer que trois.

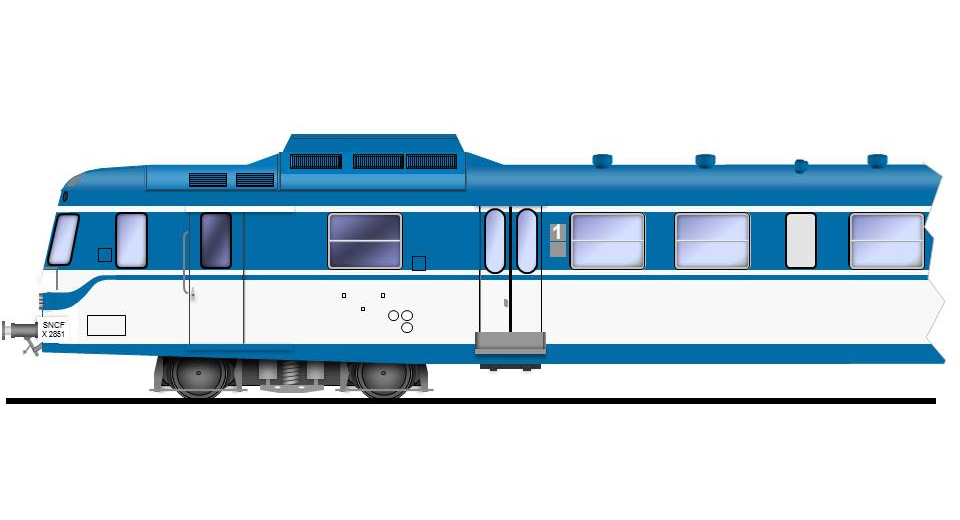
X 2851 en livrée expérimentale.

Outre la nouvelle livrée extérieure, la rénovation comporte le remplacement des banquettes marron par des sièges individuels orange ce qui réduit à 50 fauteuils plus cinq strapontins la capacité de l'autorail en seconde classe, une décoration intérieure en couleurs chaudes au lieu du vert d'origine, des rideaux type « Corail », la commande et les câblots de conduite en unités multiples (UM), y compris par l'intermédiaire des remorques XR 6000, compatible également avec les X 2100 et X 2200, une génératrice électrique de type « Statodyne » plus puissante pour l'alimentation des nouvelles remorques et la sonorisation par micro et haut-parleurs.
Lors du retrait de service des turbotrains ETG au milieu des années 1990, ces derniers furent remplacés par des X 2800, quinze unités reçurent alors l'agrément V140 (autorisés à rouler au maximum à 140 km/h), X 2802, X 2804, X 2806, X 2816, X 2819, X 2823, X 2825, X 2827, X 2853, X 2863, X 2869, X 2878, X 2879, X 2900, X 2914. La majorité des unités de la série étaient des V120, alors qu'elles étaient conçues d'origine pour une circulation à 140 km/h.

## Services effectués

### Lignes parcourues
Le premier autorail de cette série en France, l'X 2801, est mis en service le 28 mai 1957 au centre autorails de Carmaux dans le Tarn. 
Ces autorails ont circulé dans toute la France, exception faite du nord. Voici quelques exemples de dessertes les plus connues :
- Relation internationale franco-italienne « Il Piemonte » (Le Piémont) Lyon - Turin (Torino) via Chambéry, Modane, Bardonnèche et Oulx, avec rame première classe en livrée verte.
- Relation internationale franco-suisse  Grenoble - Genève via Chambéry, Aix-les-Bains et Bellegarde (voir ligne Grenoble - Montmélian).
- Relation internationale franco-suisse Besançon - La Chaux-de-Fonds via Le Valdahon, Morteau et Le Locle.
- Relation « Aunis » Poitiers - La Rochelle avec rame première classe en livrée verte.
- Relation Paris-Montparnasse - Dreux
- Relation Paris-Saint-Lazare - Dieppe via Gisors et Serqueux .
- Relation Paris-Nord - Le Tréport via Beauvais.
- Relation Caen - Cherbourg
- Relation Caen - Rouen
- Relation Caen - Saint-Lô - Coutances - Dol - Rennes
- Relation Cherbourg - La Haye du Puits - Coutances - Dol de Bretagne - St-Brieuc
- Relation Rouen - Le Havre
- Relation Caen - Le Mans - Tours
- Relation Dreux - Argentan
- Relation Argentan - Granville
- Relation Paris-Est - Reims via La Ferté-Milon
- Relation Châlons-sur-Marne - Metz via Verdun
- Relation Laon - Reims
- Relation Reims - Chalindrey via Châlons-sur-Marne, Vitry-le-François et Chaumont
- Relation Nancy - Épinal
- Relation Épinal - Belfort via Aillevillers et Lure
- Relation Nancy - Colmar via Lunéville, Saint-Dié-des-Vosges, Sainte-Marie-aux-Mines et Sélestat
- Relation Lyon - Clermont-Ferrand via Saint-Étienne et Thiers.
- Relation Lyon - Toulouse via Le Puy, Mende et Albi.
- Relation Lyon - Besançon via Bourg-en-Bresse
- Relation Nevers - Dijon via Montchanin et Chagny
- Relation Dijon - Laon (seule relation sur le réseau Nord)
- Relation Dijon - Saint-Claude via Champagnole et Morez
- Relation Lyon - Saint-Claude via Bourg-en-Bresse, La Cluse et Oyonnax.
- Relation Lyon - Bourg-Saint-Maurice via Chambéry et Montmélian.
- Relation Lyon - Grenoble (voir ligne Lyon - Grenoble).
- Relation Valence - Aix-les-Bains via Grenoble, Montmélian et Chambéry (voir ligne Valence - Moirans et ligne Grenoble - Montmélian).
- Relation Lyon - Marseille via Grenoble et Veynes, (voir ligne Lyon - Grenoble et ligne des Alpes).
- Relation Valence - Briançon via Die, Veynes
- Relation Marseille - Briançon via Sisteron et Veynes
- Relation « Le Cévenol » Clermont-Ferrand - Marseille via Alès et Nîmes.
- Relation Marvejols - Mende - La Bastide
- Relation Limoges - Poitiers
- Relation Limoges - Angoulême
- Relation Limoges - Bordeaux via Périgueux
- Relation Agen - Périgueux
- Relation Bordeaux - Saintes - La Rochelle
- Relation Saint-Étienne - Clermont-Ferrand
- Relation Clermont-Ferrand - Brive
- Relation Clermont-Ferrand - Mont-Dore
- Relation Toulouse - Capdenac
- Relation Cahors-Montauban-Toulouse
- Relation train Express Toulouse - Lyon Perrache via Rodez, Carmaux, Albi,  Sévérac-le-Château, Mende, Langeac, Le Puy-en-Velay, Saint-Étienne
- Relation Carcassonne - Quillan
- Relation Neussargues - Bort-les-Orgues (ligne Bort-les-Orgues - Neussargues)
- Relation Aurillac - Mauriac - Bort-les-Orgues.
- Relation Vichy - Le Puy via Ambert et Sembadel.
- Relation Saint-Étienne - Le Puy via Usson-en-Forez et Sembadel.
- Relation Andelot-en-Montagne - La Cluse et Mijoux.
- Relation Marseille - Nice - Breil-sur-Roya - Tende - Coni
- Relation Toulouse - Aurillac - Clermont-Ferrand

Passée la période de fiabilisation de la série, ces autorails connaissent un niveau de pannes particulièrement bas, avec seulement cinq incidents au million de kilomètres parcouru, ce qui en fait le matériel le plus fiable de la SNCF.

### Dépôts titulaires
Quatorze dépôts ont compté des X 2800 à leurs effectifs mais c'est au milieu des années 1960 que la série est la plus dispersée, dans dix établissements, Lyon-Vaise étant le refuge des derniers survivants en 2008.
- Caen (de 1963 à 1976/1977, puis transfert vers Limoges et Toulouse)
- Carmaux (au début de leur carrière en 1957, 1er dépôt titulaire d'X 2800 de France, puis transfert à Toulouse)
- Châlons-sur-Marne, devenu Châlons-en-Champagne (de novembre 1960 à 1965)
- Dijon-Perrigny (de 2004 à 2009, dernier dépôt titulaire d'X 2800 de France avec les X 2827 (en RD), X 2830 et X 2900)
- La Rochelle- Bongraine (X 2808, de 1957 en 1967, puis transfert à Saint-Étienne le 28/05/1967)
- Limoges (de 1982 à 2007)
- Lyon-Vaise (de 1971 à 2008)
- Marseille-Blancarde (de 1962 à 1975, puis transfert à Lyon-Vaise en juin 1975)
- Metz-Sablon (de 1962 à 1978, puis transfert vers Limoges et Toulouse)
- Nancy (de 1959 à 1965)
- Rennes (de juillet 1961 à 1971, puis transfert à Lyon-Vaise)
- Rouen-Orléans (avec 15 autorails de 1959 à 1961)
- Saint-Étienne (de 1961 à 1971, puis transfert à Lyon-Vaise)
- Toulouse (de 1957 à 2000)

### Retrait du service
Le retrait de cette série est programmé dès 1995, avec la décision d'arrêter les révisions générales au-delà desquelles les X 2800 sont autorisés à parcourir 800 000 km avec une tolérance de + 15 %. Cependant, le manque de fiabilité des nouvelles séries, X 72500 et X 73500, oblige la division matériel et traction à prévoir des « autres travaux programmés de prolongation » (ATPPR) donnant 400 000 km de parcours supplémentaire et entraînant un étalement des amortissements. Ces péripéties porteront la date de retrait total de la série de 2003 (prévision initiale) à 2009.
Les derniers X 2800 de France sont trois X 2800 du dépôt de Dijon avec les X 2827 (en réparation différée), X 2830 et X 2900, les deux derniers circulaient encore épisodiquement fin 2008 et début 2009 entre les gares de Besançon-Viotte et du Valdahon, sur la ligne Besançon - La Chaux-de-Fonds (Besançon - Morteau - Le Locle). C'est entre Besançon-Viotte et Le Valdahon qu'eut lieu le 6 avril 2009 un dernier train commercial SNCF avec les X 2830 et X 2900 du dépôt de Dijon Perrigny basés au dépôt de Besançon, marquant ainsi le dernier service commercial en France de cette série d'autorails.
Dans les années 1990, un projet de vente de plusieurs X 2800 aux chemins de fer cubains n'est pas suivi d'effet, en raison du coût prohibitif de l'acheminement des autorails. Si les caisses sont envoyées à la ferraille, les moteurs et les boîtes de vitesses sont récupérés en vue d'un éventuel remploi sur les autorails encore en service.

### Unités accidentées
La série a connu trois radiations dues à des accidents :
- L'X 2821 est victime d'une collision frontale sur une voie unique à Flaujac dans le Lot le 3 août 1985 avec un train Corail en raison d'une incompréhension (cantonnement téléphonique) entre deux chefs de gare : le bilan s'élève à 35 morts et 120 blessés[16] ;

- L'X 2841 heurte le 28 mars 1990 sur un passage à niveau (PN 116) un semi-remorque transportant un engin de travaux publics, près de Rocamadour dans le Lot ;

- L'X 2913 entre en collision en novembre 2007 avec un camion étranger immobilisé sur un passage à niveau à Magnac-sur-Touvre en Charente. L'autorail effectuait l'une de ses dernières prestations, puisqu'il devait être radié dans les semaines suivantes[17].

## Préservation
La présence d'amiante, même à faible dose, dans le compartiment moteur des X 2800 empêche la revente à des associations désireuses de les sauvegarder, ce qui implique que tous les X 2800 préservés sont sous conventions de prêt.
Les X 2800 préservés autorisés à rouler sur le réseau RFN sont limités à la vitesse de 120 km/h. La plupart de ces engins ont parcouru entre 5 500 000 et 6 000 000 km. Aujourd'hui, dix-sept engins sont préservés par différentes associations : 
- X 2804 : préservé par l'Écomusée du Haut-Pays et des Transports (EHPT), à l'origine prévu pour la Cité du train, il est confié à l'EHPT en rapport avec son histoire lors de la rupture du barrage de Malpasset en décembre 1959, où il a résisté à la vague déferlante provoquée par la rupture du barrage et sauvé tous les passagers de sa rame (deux de ses trois remorques évacuées à temps sont parties entraînées par les flots, de même qu'une partie de la voie)[18] ;
- X 2807 : préservé en état de marche par le Chemin de Fer du Haut-Forez (CFHF) ;
- X 2816 : préservé en état de marche par l'Autorail X 2800 du Haut-Doubs L'Autorail X 2800 du Haut-Doubs[19]. ;
- X 2819 : préservé en état de marche par l'Association des Passionnés de l'X 2800 (AP2800) ;
- X 2825 : préservé par l’Association du Train Touristique du Centre Var (ATTCV) ;
- X 2830 : préservé en état de marche par le Chemin de Fer du Centre Bretagne (CFCB), un des trois derniers, a circulé le 6 avril 2009 ;
- X 2844 : préservé par l'Autorail Limousin ;
- X 2847 : préservé par le Chemin de Fer du Centre Bretagne (CFCB) ;
- X 2856 : préservé par l'AGRIVAP ;
- X 2863 : préservé par la Cité du Train ;
- X 2883 : préservé par le Chemin de Fer de Charente-Limousine (CFCL) ;
- X 2895 : préservé par l'Amicale des Anciens et Amis de la Traction à Vapeur section Montluçon (AAATV Montluçon) ;
- X 2900 : préservé en état de marche par l'Amicale des Anciens et Amis de la Traction à Vapeur section Montluçon (AAATV Montluçon), un des trois derniers, a circulé le 6 avril 2009, et a réalisé une petite tournée d'adieu depuis Dijon, Clermont-Ferrand, Rodez, Albi, et Toulouse, pour arriver à Guéret ;
- X 2903 : préservé par le Chemin de Fer de Charente-Limousine (CFCL) ;
- X 2907 : préservé par l'Autorail Limousin ;
- X 2908 : préservé en état de marche par les Chemins de Fer de la Haute Auvergne (CFHA) ;
- X 2914 : préservé en état de marche par l'Association des Passionnés de l'X 2800 (AP2800).

## Modélisme
- Les firmes Roco et REE modèles ont reproduit cet autorail à l'échelle HO en plusieurs versions : rouge et crème à toiture crème, rouge et crème à toiture Rouge, et bleu et gris clair.
- La firme Proto Models a également reproduit ce modèle à l'échelle 0
- Une version Aunis, en vert et crème, a été réalisée en petite série par un détaillant lyonnais sur base Roco.
- La firme MikadoTrains / REE a reproduit ce modèle à l'échelle N en plusieurs versions : rouge et crème toit crème, rouge et crème toit rouge, bleu et gris clair, vert et crème.
- L'artisan ALP2M propose la redécoration de modèles Roco en version Aunis et en version vert et crème.

## Galerie photos

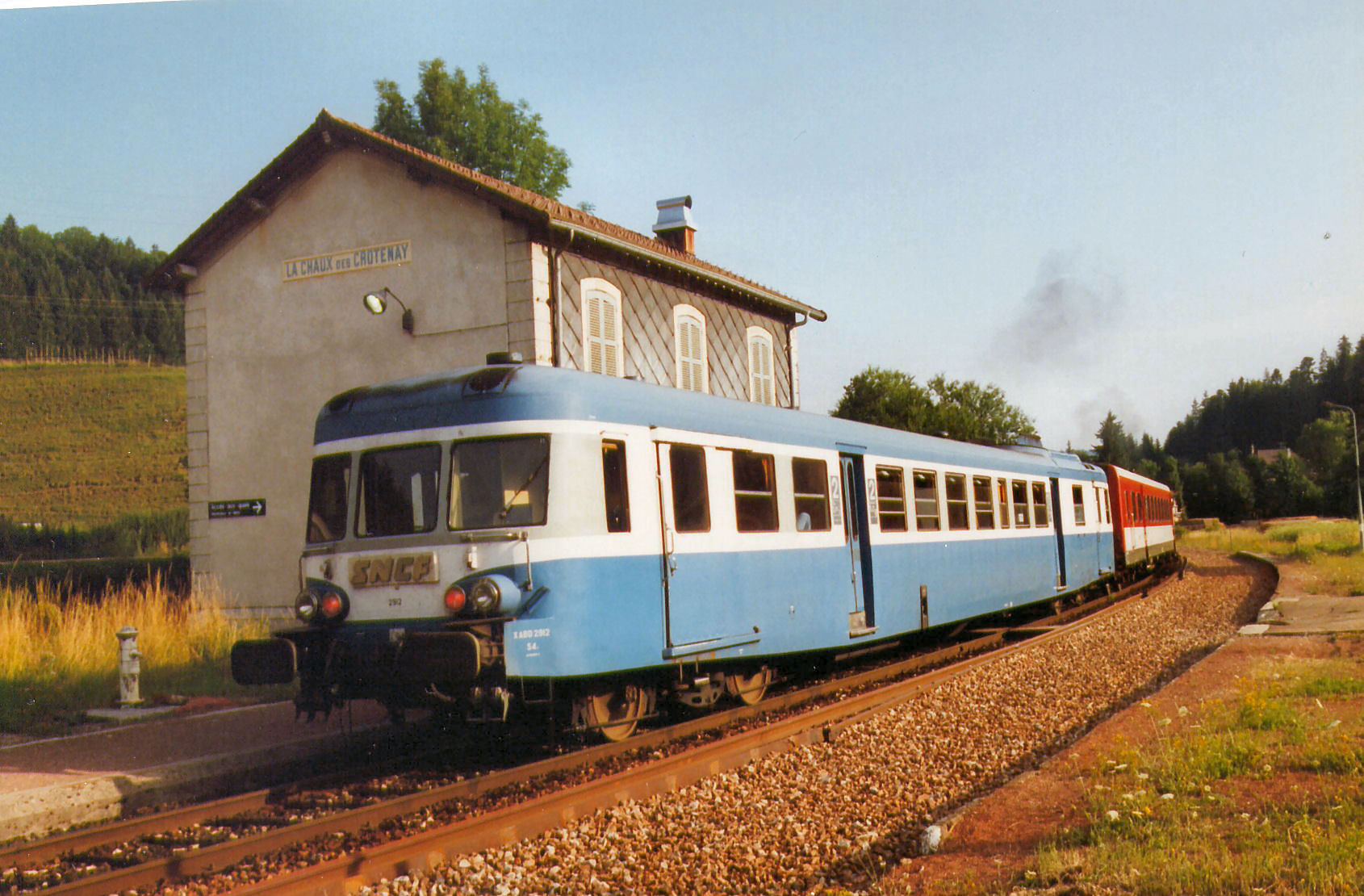
Autorail X 2912 avec sa remorque pilote en gare de La Chaux-des-Crotenay en juillet 1996

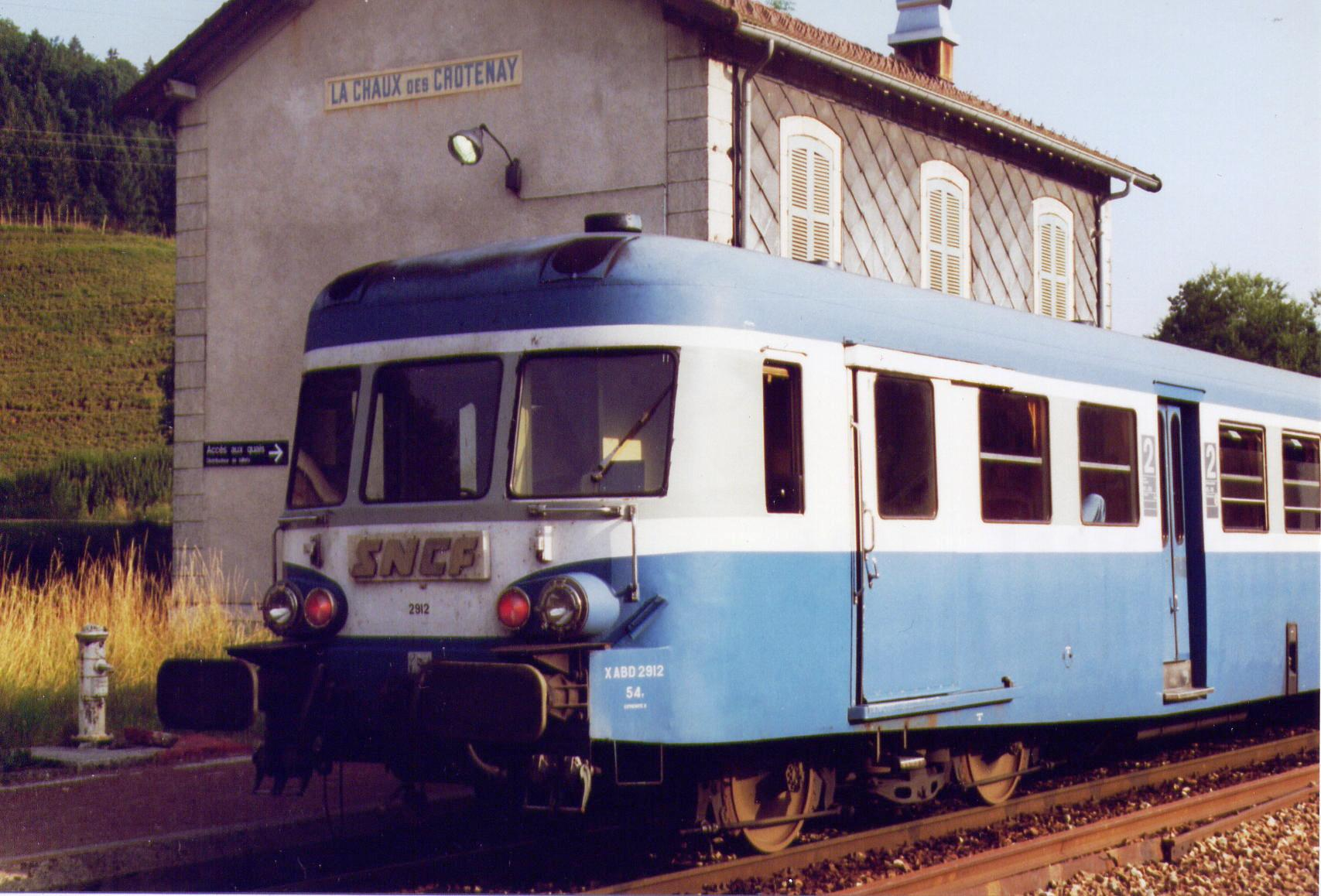
Face Avant de l'Autorail X 2912.

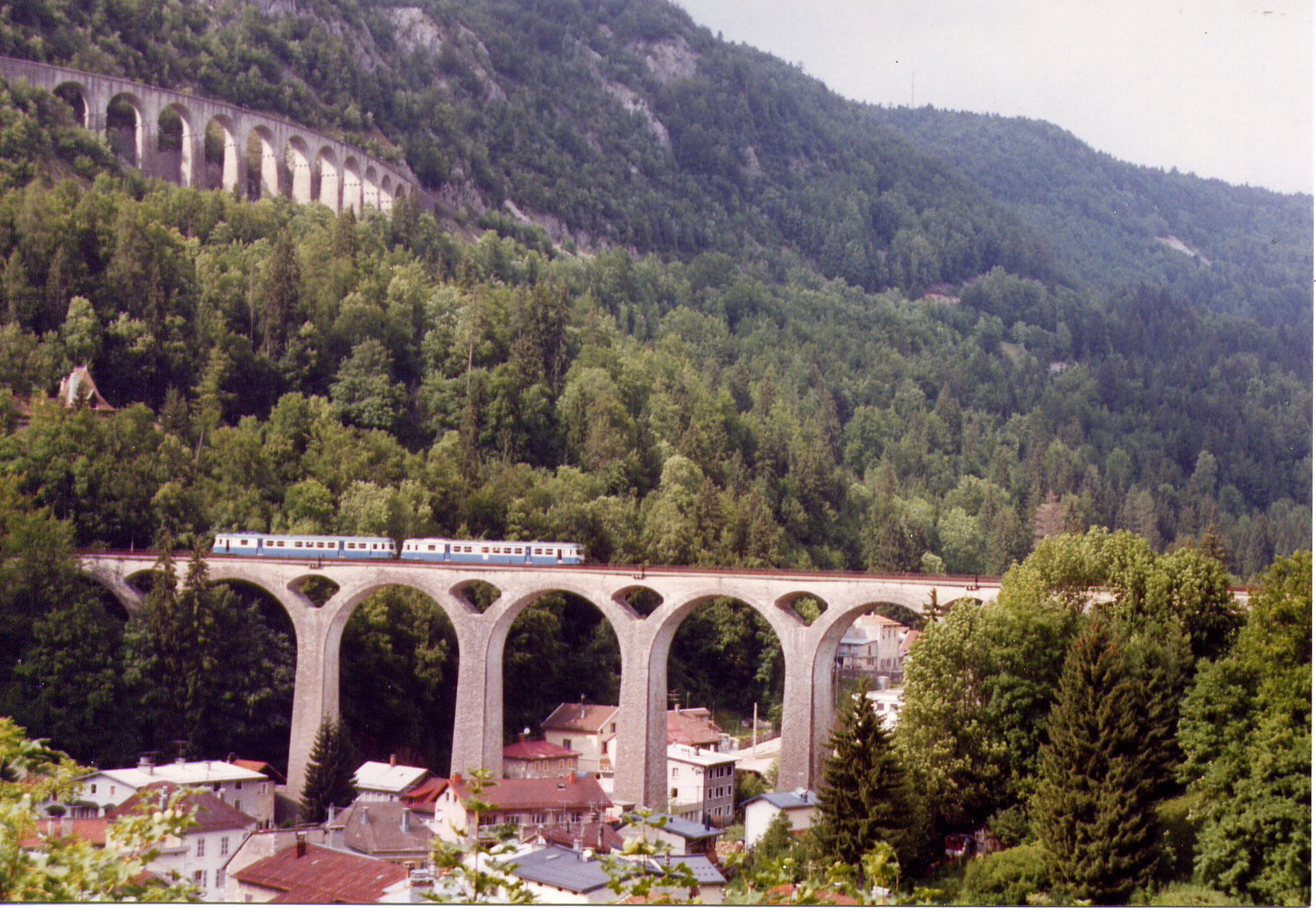
Deux X 2800 en UM sur un viaduc de Morez, sur la ligne d'Andelot-en-Montagne à La Cluse

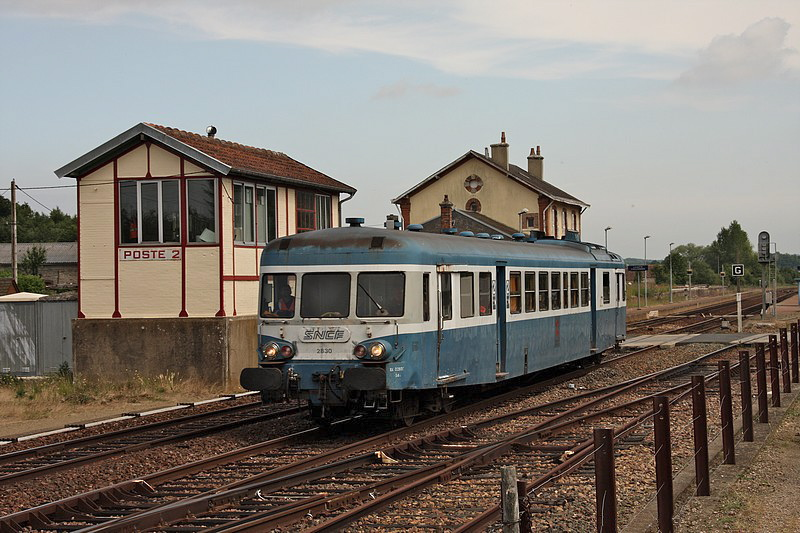
L'Autorail X 2830 traverse sans arrêt la gare de La Hutte - Coulombiers en Juin 2009

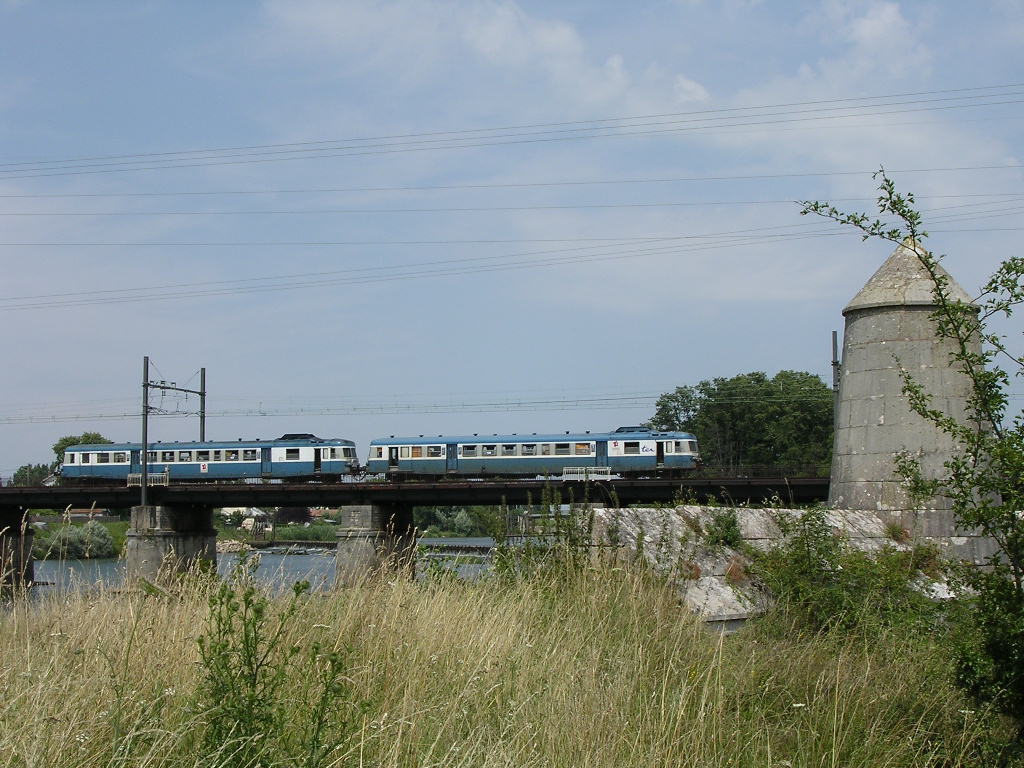
2 Autorails X 2800 jumelés en UM sur le pont de la Saône à Auxonne

.

## Filmographie
- De Besançon à La Chaux-de-Fonds avec l'autorail X 2878, les Éditions du Cabri, film 120 min, 2001.
- L'X 2830 du CFCB a participé en Octobre 2012 au tournage nocturne en gare de Sées (PK 76,043) du film Malavita de Luc Besson, et apparaît quelques minutes à l'écran.